# Montagnac-sur-Lède
Montagnac-sur-Lède é uma comuna francesa na região administrativa da Nova Aquitânia, no departamento Lot-et-Garonne. Estende-se por uma área de 19,92 km². Em 2010 a comuna tinha 276 habitantes (densidade: 13,9 hab./km²).